# 京王電気軌道125形電車
京王電気軌道125形電車（けいおうでんききどう125がたでんしゃ）は、現在の京王電鉄京王線に相当する路線を運営していた京王電気軌道が、1933年に投入した電車である。

## 車輛概説
1933年に日本車輌製造（日車）東京支店で125 - 130の6両が製造された。京王としては初の日車製車両である。150形より後に製造されたにもかかわらず「125形」と名乗っているのは、後述するように本形式は主電動機を2個装備としており、110形が主電動機2個装備・150形が4個装備とした関係で、中間の125形としたものとされている。

### 車体
1931年（昭和6年）に作られた貴賓車500号以外では初のシングルルーフの電車である。Hポールで仕切られた乗務員室を持つ14メートル級の両運転台車で、ドアが車体端に配置された2扉車であること、ヘッドライトは前面窓下に配置、正面幕板には方向幕が設けられていることなど、それまでの1形・110形・150形を踏襲しているが、木造車時代からのフォーマットを引きずっていた110形や150形とは異なり、窓は二段上昇式を採用して寸法が大きくなり、窓配置も2枚を一組にするのを止め、1D(1)9(1)D1（D：客用扉、(1)：戸袋窓、数字：窓数）と変更されている。またシングルルーフになったことで、通風機もガーランドベンチレーターを屋根上に一列に配置した。
雨樋は設けられず、代わりに客用扉上に水切りを装備している。
当時の京王電軌は、新宿駅付近などに道路上に軌道を敷設した併用軌道区間があったため、本形式もその例にもれず、軌道法の規定に則り、車体前面には歩行者巻き込み事故防止用の救助網、客用ドアはステップが1段、更に路面区間用低床ホーム対応の可動ステップ1段を装備していた。ドアは手動扉であるが、ステップは別途ステップエンジンを持っていた。

### 主電動機
京王線中型車共通で、イングリッシュ・エレクトリック (E.E.) 社が設計したDK-31を、東洋電機製造でライセンス生産したTDK-31Nを吊り掛け式で搭載する。

### 制御器
HL電空単位スイッチ式手動加速制御器を各車に搭載する。150形の一部と同じく三菱電機製で制御段数は直列5段、並列4段で弱め界磁は搭載されていない。
なお、制御電源は架線からの600V電源をドロップ抵抗で降圧して使用する。このため本形式は電動発電機等の補助電源装置を搭載せず、前照灯や室内灯もドロップ抵抗の併用や回路を直列接続とするなどの処置により600V電源で動作するようになっている。

### ブレーキ
連結運転を実施するため、中型車共通の非常弁付き直通ブレーキ (SME) を搭載する。

### 台車
釣り合い梁式台車である雨宮製A-2を使用している。これは新造品ではなく、150形の155 - 160が主電動機を4個装備に強化する際、玉突きで発生した主電動機と台車を装着したものである。ただし流用時に車輪は860mm径のものから840mm径に変更している。

### 集電装置
1形が装着したWH社製パンタグラフのコピー品である、三菱電機製S-514菱形パンタグラフを1基、新宿側に搭載する。

## 沿革
1940年（昭和15年）に中扉が増設され3扉車となっている。中扉は窓二枚分をつぶして設置されたが、本形式はドア間の窓が11枚のため、新宿側より1D(1)3D(1)3(1)D1と中央扉が車体中央からずれた位置に設置された。また屋根全周に雨樋を取り付け、縦樋が車体に取り付けられた。
1944年に京王電気軌道が東京急行電鉄（大東急）に統合された際、京王は車番を2000番台とすることになり、元車番に2000を加えたデハ2125形2125 - 2130に改番された。

### 事故復旧車
戦災を免れた本形式だったが、戦後に火災事故と衝突事故にあって復旧された車両が1両ずつ存在する。

#### デハ2126
1947年2月27日の高幡不動での火災で被災し、1948年の京王独立後に桜上水工場にて、焼けた鋼体を叩き直しての復旧工事が行われた。デハ2150形の応急復旧車と同様に片隅式運転台で乗務員室扉を設け、かつ両運転台としたため、両端のドアが車体中心に窓1つ分移動し、窓配置は新宿側よりdD3D4Ddとなった。復旧の際に屋根を鋼板張りとしたものの雨漏りが酷く、後年日本車輛の出張工事で他の車両と同様のルーフィング張りに改められたため、乗務員扉を除けば本形式他車と形状差が少ないものとなった。だがその後も被災時の鋼体歪みにより客室窓が傾いている状態で、定期検査等で分解する際には窓枠に合い番を付け、歪みに合わせて調整せねば窓が円滑に開閉しない状態であったという。

#### デハ2130
1952年10月に衝突事故を起こし、翌月日本車輌東京支店での工事で新宿向き片運転台車として復旧された。全室運転台化と運転台の中央から左側への移設・乗務員室扉新設、車体側面の雨樋の車体内臓、モーター増設（2個モーターを4個モーターに）が行われ、ステップ跡の裾張り出しも撤去された。また両端のドアを車体中心に窓1つ分移動し、窓配置は新宿側よりdD3D4D1となった。

### 長編成化工事と終焉
戦後はヘッドライトの屋根上への移動や、方向幕の廃止、救助網を排障器に交換、ドアステップの撤去、パンタグラフのPS13への変更が順次進められ、特に1950年（昭和25年）から1951年（昭和26年）にかけては、ブレーキシステムをSME直通ブレーキからAMM自動空気ブレーキへ変更、制御連動式ドアエンジンを設置するなどの3両編成対応工事（三編工）が施工された。なお、前後扉のステップは撤去されたが、その痕跡である裾部張り出しは、先述の事故復旧車2130を除き廃車時まで残存した。また本形式は戦中戦後の時期も両運転台のまま残った車両が多く、中型車を3両編成単位で運行することになった1955年の時点でも、先述のデハ2130以外は全車両運転台、1962年9月の時点でも八王子向き先頭車となったデハ2129のみが片運転台だった。
1955年（昭和30年）にデハ2110形が電装解除された際、発生した主電動機を追加して全車が4個モーター装備となった。
1960年代に入り京王線1500V昇圧への準備が進められる中、本形式も含め中型車は昇圧工事の対象外となった。中型車他形式の少なくない数が2000系・2010系の付随車「スモールマルティー(t)」へと改造される中、本形式はその改造対象にならず、デハ2150形の一部、デハ2400形と共に電動車として活躍を続けた。特にデハ2130は連結面側に広幅貫通路が設置され、サハ2120、デハ2410との3両貫通編成となった。
1962年（昭和37年）には中型車の5両編成が恒常化した関係で、デハ2126、2130が運転台を撤去して中間電動車化された。しかし応急復旧車の淘汰が進められていた時期でもあり、デハ2126はまもなく「ラージマルティー(T)」サハ2523が更新名義で新造され、同年8月には廃車となっている。昇圧を間近に控えた1963年（昭和38年）5月中旬には、デハ2130が支線用に中型車の一部を昇圧後も使うことになり、改造のため運用を離脱。残り4両は同年8月4日の京王線架線電圧1500V昇圧前日まで使用された。
昇圧後デハ2125は後述するように越後交通に譲渡、2127 - 2129は1964年2月付で廃車・解体された。デハ2130は支線用220系として、電装解除と再び運転台機器を設置するなどの改造を受け、井の頭線車両の電装品を流用して昇圧改造されたデハ221（デハ2401を改造）とユニットを組むクハ231となり、昇圧後の1963年8月4日より支線運用をメインとして運用された。

## 譲渡・保存
デハ2125はしばらく桜上水で留置されていたが、1964年（昭和39年）6月に東横車輛電設に輸送され、側扉2扉化・ステップ設置・運転台を中央から左側に移設・狭軌化・ロングシートをビニール張り化するなどの改造を受け、越後交通に譲渡され、同年秋より同社長岡線でモハ3005として運用を開始した。
外観上は2扉ステップ付きという、製造当初の形態に近似するものとなったが、1969年（昭和44年）9月1日の長岡線昇圧に伴い廃車された。その後しばらく西長岡駅構内に留置されていたが、1972年に解体された。
京王クハ231も1969年（昭和44年）9月29日の運用を最後に廃車となった後に解体されたため、本形式で現存するものはない。

### 書籍
- 鈴木洋『【RM LIBRARY 111】京王線14ｍ車の時代』株式会社ネコ・パブリッシング、2008年11月1日。ISBN 978-4-7770-5245-5。
- 宮下洋一 編『鉄道車輌ガイド Vol.30 京王帝都のグリーン車』株式会社ネコ・パブリッシング、2019年5月1日。ISBN 978-4-7770-2350-9。
- 宮崎繁幹・山下和幸 編『京王帝都電車回顧　第2巻』株式会社ネコ・パブリッシング、2020年1月15日。ISBN 978-4-7770-5447-3。

### 雑誌記事
- 「他社へ譲った京王車両」『鉄道ピクトリアル』第278号、電気車研究会、1973年5月、34-35頁。
- 鈴木洋「他社に渡った京王の車両」『鉄道ピクトリアル』第278号、電気車研究会、1973年5月、57-58頁。
- 合葉博治「車両形態の変遷　-京王線70年・井の頭線50年の流れをたどる-」『鉄道ピクトリアル』第422号、電気車研究会、1983年9月、77-81頁。
- 向山真司「京王線中型車の素顔」『鉄道ピクトリアル』第422号、電気車研究会、1983年9月、86-92頁。
- 合葉博治・永井信弘「イラストで見る京王電車：1950」『鉄道ピクトリアル』第578号、電気車研究会、1993年7月、151-157頁。
- 道村博「京王線　戦後復興期の車両と編成」『鉄道ピクトリアル』第578号、電気車研究会、1993年7月、219-221頁。
- 出崎宏「私鉄電車めぐり(149)　京王帝都電鉄」『鉄道ピクトリアル』第578号、電気車研究会、1993年7月、223-242頁。
- 出崎宏「京王電鉄 過去の車両」『鉄道ピクトリアル』第734号、電気車研究会、2003年7月、174-194頁。
- 合葉清治「京王中型車の思い出」『鉄道ピクトリアル』第734号、電気車研究会、2003年7月、195-200頁。
- 藤田吾郎「京王電鉄 主要車歴表」『鉄道ピクトリアル』第734号、電気車研究会、2003年7月、241-242頁。
- 『鉄道ピクトリアル アーカイブスセレクション9 京王電鉄 1950-60』、鉄道図書刊行会、2005年8月。
  - p.6 - 12 高橋孝一郎「京王帝都の車両保守業務にたずさわって」
  - p.44 - 55 飯島正資「私鉄車両めぐり　京王帝都電鉄」※『鉄道ピクトリアル』第45号、第46号より再録
  - p.106 - 118 京王帝都レールファンクラブ「私鉄車両めぐり(72)　京王帝都電鉄　補遺」※『鉄道ピクトリアル』第197号より再録
  - p.144 - 153 読者短信に見る京王電鉄の記録 1950-1960
- 鈴木洋「【特集】京王電鉄　京王線220形をめぐって」『鉄道ピクトリアル』第893号、電気車研究会、2014年8月、167-168頁。
- 藤田吾郎「京王電鉄 主要車歴表」『鉄道ピクトリアル』第893号、電気車研究会、2014年8月、262-284頁。